# Minsk voblast
Minsk voblast (hviderussisk: Мі́нская во́бласць, hviderussisk udtale: [ˈmʲinskaja ˈvobɫasʲtsʲ], tr. Mínskaja vóblast; russisk: Минская о́бласть, tr. Minskaja óblast) er en af Hvideruslands seks voblaster. Voblastens administrative center er placeret i byen Minsk, selvom byen ikke administrativt er en del af voblasten. Voblastens areal er 39.900 km² og har 1.471.240(2019) indbyggere.

## Geografi
Minsk voblast er den eneste voblast hvis grænse ikke er en del af Hvideruslands internationale grænse.
Minsk voblasts udgør omkring 19 % af Hvideruslands areal. De store floder Bjarézina, Nemunas og Neris gennemstrømmer voblasten. I den nordlige del af voblasten ligger den største sø i Hviderusland, Naratj søen på 79,6 km². Der er mere end 60 søer i voblasten med et areal på over 0,1 km².

## Historie
Siden begyndelsen af 900-tallet indgik den nuværende Minsk voblast i Kijevriget. Efterfølgende blev området omfattet af Fyrstendømmet Polotsk, og efter skabelsen af fyrstendømmet Litauen indgik området i dette. Efter foreningen af storfyrstendømmet Litauen med Kongeriget Polen blev området en del af den polsk-litauiske realunion.
I 1793 som et resultat af Polens anden deling blev området opslugt af Rusland og af Minsk guvernement. Efter det russiske kejserriges sammenbrud og den efterfølgende polsk-sovjetiske krig indtog Polen i 1921 de vestlige dele af guvernementet, mens de østlige dele forblev en del af Rusland.

## Demografi
Indbyggertallet i Minsk voblast voksede konstant fra folketællingen 1926 frem til folketællingen 1989 med mere end 190 %. Efter opløsningen af Sovjetunionen er indbyggertallet faldet med nærved 10 %.
| Folketællinger siden 1926: |           |
| 1926                       | 539.529   |
| 1939                       | 1.305.937 |
| 1959                       | 1.472.153 |
| 1970                       | 1.541.724 |
| 1979                       | 1.546.675 |
| 1989                       | 1.574.618 |
| 1999                       | 1.558.632 |
| 2009                       | 1.422.528 |

På intet tidspunkt siden 1926 har voblasten haft mere end 5 % af indbyggere, der ved folketællingerne opgav at være polakker. Andelen af polakker var højst i 1959, 4,3 %, og lavest i 2009, 1,2 %.
| National sammensætning: |                   |                   |                   |                   |
| Nationalitet            | Folketælling 1926 | Folketælling 1939 | Folketælling 1959 | Folketælling 2009 |
| Hviderussere            | 430.717           | 1.058.662         | 1.292.318         | 1.258.657         |
| Russere                 | 16.720            | 79.466            | 84.629            | 101.579           |
| Polakker                | 13.717            | 16.161            | 64.425            | 17.908            |

### Byer i Minsk voblast
Minsk by er med sine 1.937.900 den største by i Minsk-området. Minsk by, der ligger midt i Minsk voblast, er forvaltningsmæssigt ikke en del af voblasten, men er sin egen politisk-administrative størrelse. De største byer, der administrativt er en del af voblasten, er Barysaw (144.945), Salihorsk (104.745), Maladzetsjna (94.686), Zjodzina (61.724) og Slutsk (61.436).

## Administrativ inddeling
Minsk voblast er inddelt i 22 rajoner (svarende til danske kommuner) og har en by som er underlagt oblasten — Zjodzina.
| No  | Dansk betegnelse    | Hviderussisk betegnelse | Areal, km² | Indbyggertal, (2015) | Forvaltnings- centrum         |
| --- | ------------------- | ----------------------- | ---------- | -------------------- | ----------------------------- |
| 1.  | Bjarezinskij rajon  | Бярэзінскі              | 1940,34    | 22.937               | Bjerazino (Горад Беразіно)    |
| 2.  | Barysaw rajon       | Барысаўскі              | 2987,63    | 183.010              | Barysaw (Борисов)             |
| 3.  | Vilejka rajon       | Вілейскі                | 2453,81    | 48.674               | Vilejka (Вилейка)             |
| 4.  | Valozjyn rajon      | Валожынскі              | 1916,78    | 34.061               | Valozjyn (Воложин)            |
| 5.  | Dzjarzjynsk rajon   | Дзяржынскі              | 1189,50    | 63.205               | Dzjarzjynsk (Дзержинск)       |
| 6.  | Kletsk rajon        | Клецкі                  | 974,12     | 29.022               | Kletsk (Клецк)                |
| 7.  | Kapyl rajon         | Капыльскі               | 1607,66    | 29.062               | Kapyl (Копыль)                |
| 8.  | Krupki rajon        | Крупскі                 | 2138,73    | 23.587               | Krupki (Крупки)               |
| 9.  | Lahojsk rajon       | Лагойскі                | 2365,02    | 35.145               | Lahojsk (Логойск)             |
| 10. | Ljuban rajon        | Любанскі                | 1913,75    | 32.478               | Ljuban (Любань)               |
| 11. | Minsk rajon         | Мінскі                  | 1902,66    | 188.294              | Minsk (Мінскі)                |
| 12. | Maladzjetjna rajon  | Маладзечанскі           | 1392,18    | 136.797              | Maladzjetjna (Молодечно)      |
| 13. | Mjadzjel rajon      | Мядзельскі              | 1964,30    | 26.890               | Mjadzel (Мядзель)             |
| 14. | Njasvizj rajon      | Нясвіжскі               | 862,75     | 39.287               | Njasvizj (Нясвіж)             |
| 15. | Pukhavitski rajon   | Пухавіцкі               | 2441,12    | 65.984               | Marjina Gorka (Марьина Горка) |
| 16. | Slutsk rajon        | Слуцкі                  | 1821,06    | 92.379               | Slutsk (Слуцкі)               |
| 17. | Smaljavitski rajon  | Смалявіцкі              | 1394,14    | 43.866               | Smaljavitski (Смолевичи)      |
| 18. | Salihorsk rajon     | Салігорскі              | 2498,91    | 134.647              | Salihorsk (Салігорскі)        |
| 19. | Starye Darohi rajon | Старадарожскі           | 1370,38    | 20.109               | Starye Darohi (Старые Дороги) |
| 20. | Stawbtsy rajon      | Стаўбцоўскі             | 1884,52    | 39.917               | Stawbtsy (Столбцы)            |
| 21. | Uzda rajon          | Уздзенскі               | 1180,97    | 23.066               | Uzda (Узда)                   |
| 22. | Tjerven             | Чэрвеньскі              | 1630,39    | 31.918               | Tjerven (Червень)             |